# Franz Gaumannmüller

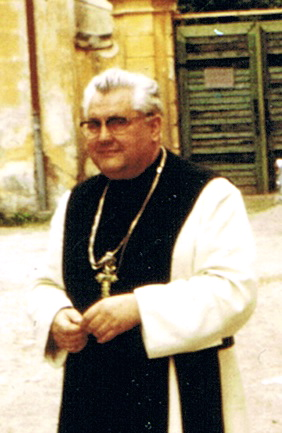
Abt Franz (1970)

Franz Gaumannmüller OCist (* 22. März 1914 in Gaaden, Niederösterreich; † 11. Jänner 1990 in Schloss Wasserberg, Steiermark) war ein österreichischer Priestermönch und der 65. Abt des Zisterzienserstiftes Heiligenkreuz.

## Leben
Wilhelm Gaumannmüller besuchte zunächst das Gymnasium der Abtei Mehrerau, dann das Gymnasium im Stift Schlierbach. Nach der Matura wurde er am 19. August 1931 in Heiligenkreuz eingekleidet, nahm den Ordensnamen Franz an und empfing am 11. Juli 1937 die Priesterweihe. Er studierte Forstwissenschaft und erhielt 1944 den Abschluss eines Forstingenieurs. Bis zu seiner Abtswahl arbeitete er vor allem im stiftlichen Bauamt und Forstbetrieb. In diesem Zusammenhang residierte er auf Schloss Wasserberg in der Steiermark und stand dem dortigen Forstbesitz des Stiftes Heiligenkreuz vor. Vom 15. September 1969 bis zum 31. Mai 1983 war er Abt des Stiftes Heiligenkreuz; von 1969 bis 1973 war er Präses der Österreichischen Zisterzienserkongregation.
Seinen Wahlspruch Ligna silvarum coram domino ([Jubeln sollen] alle Bäume des Waldes vor dem Herrn) entnahm er Psalm 95 (96), er war ein Hinweis auf seine langjährige Tätigkeit im Forstbetrieb. Als Abt leitete er im Stift eine weitgefächerte Restaurierungswelle ein, die sich über seine ganze Amtszeit erstreckte. Er veranlasste u. a. den Neubau einer Pfarrkirche, heute als „Kreuzkirche“ bekannt, die 1982 eingeweiht wurde. Sie befindet sich über dem romanischen Karner in Heiligenkreuz.
Große Verdienste erwarb sich Abt Franz auch um die Erstellung der Liturgia Horarum O.Cist., die die Vorgaben des Zweiten Vatikanischen Konzils für das monastische Chorgebet einarbeitete. Die zweiwöchige Psalmenaufteilung übernahm man von der Ordnung des Abtes Emmanuel Maria Heufelder OSB. 
Nach seiner Emeritierung kehrte Altabt Franz nach Schloss Wasserberg zurück. Auf eigenen Wunsch wurde er nicht auf dem Mönchsfriedhof nördlich der Stiftskirche, sondern im nördlichen Seitenschiff der Stiftskirche beigesetzt.